# Ambesari
Ambesari – wieś w Indiach położona w stanie Maharasztra, w dystrykcie Thane, w tehsilu Dahanu.
Według spisu ludności Indii z 2011 roku, w Ambesari znajdują się 1062 gospodarstwa domowe, które zamieszkuje 5690 osób.